# Mosinee, Wisconsin
Mosinee là một thành phố thuộc quận Marathon, tiểu bang Wisconsin, Hoa Kỳ. Năm 2000, dân số của thành phố này là 4063 người.